# جيمس أودووري
جيمس أودووري (بالإنجليزية: James Odwori) (مواليد 23 أكتوبر 1951) هو ملاكم أوغندي، مثّل بلاده في الألعاب الأولمبية الصيفية 1972.

## روابط خارجية
جيمس أودووري على موقع أوليمبيديا (الإنجليزية)
- جيمس أودووري على موقع اتحاد ألعاب الكومنولث (مؤرشف) (الإنجليزية)